# Crashbox
Crashbox è una serie televisiva educativa canadese-statunitense per bambini. 
È stata prodotta da Eamon Harrington e John Watkin ed è stata trasmessa su HBO Family, negli Stati Uniti, dal 1999 al 2000, diventando uno dei principali programmi in onda sul canale nel febbraio 1999.
Sebbene non sia mai stato rilasciato su supporti fisici, come DVD o VHS, viene ancora replicato su HBO Family e in vari servizi di streaming.

## Trama
La serie si svolge in un computer da gioco arrugginito, in cui le cartucce di gioco verdi (scolpite nell'argilla) vengono create e caricate da robot vecchi e intelligenti, a volte con brevi intermezzi in cui "riparano" i giochi difettosi. 
Il formato ricorda quello di The Electric Company, con scene che non si connettono tra di loro né seguono una trama sequenziale. 
Ogni episodio dura mezz'ora ed è composto da sette giochi educativi, della durata compresa tra i 2 e i 5 minuti; raramente, è presente anche un ottavo gioco bonus.

## Produzione
La produzione si è svolta dal 1998 all'inizio del 2000. Venne prodotto dalla Planet Grande Pictures e l'animazione venne realizzata dai Cuppa Coffee Studios, guidati da Adam Shaheen.

## Episodi perduti
Gli episodi dal 27 al 39 sono andati perduti, probabilmente perché il contenitore Jam è stato sostituito con HBO Kids nel gennaio 2016. Sempre per questo motivo, HBO ha rimosso anche i 12 episodi andati originariamente in onda tra il 1º agosto e il 12 settembre 1999, che possono tuttavia essere reperiti sul sito webcrave.ca, il quale però è accessibile solo dal Canada.
Fino a quella data, gli episodi erano disponibili anche sul servizio on demand HBO Family.